# 中村紀子
中村 紀子（なかむら のりこ、1949年5月26日 - ）は、実業家、アナウンサー。

## 経歴
1973年4月、株式会社テレビ朝日にアナウンサーとして入社。『アフタヌーンショー』では1972年7月から1973年8月までアシスタントを担当。1976年10月にテレビ朝日を退職、フリーアナウンサーとなり、『水曜スペシャル 川口浩探検隊シリーズ』レポーターなどを務めた。1985年4月、日本女性エグゼクティブ協会代表（現職）。1987年、ジャフィ・サービス株式会社（現株式会社ポピンズ）を起業、代表取締役。1989年10月-1993年3月、社団法人全国ベビーシッター協会副会長。2001年、厚生労働省女性の活躍推進協議会委員。2003年、内閣官房構造改革特別区域推進本部評価委員会専門委員。2011年、株式会社ポピンズ代表取締役・最高経営責任者。2014年、株式会社パルコ社外取締役（現職）。2016年、株式会社日本経済新聞社経営アドバイザリーボードメンバー（現職）、株式会社ポピンズホールディングス代表取締役・最高経営責任者。2017年5月11日-13日の世界女性サミットで実行委員長。2018年4月1日、株式会社ポピンズ会長。

## 人物
- 森まさこの東京後援会長を務める。安倍昭恵とも親交があり、森友問題で近畿財務局職員が自殺し、森友問題に関わった安倍昭恵が引きこもりとなった際には、山口県下関市の老舗割烹旅館「春帆楼」で、森まさことともに安倍昭恵を慰める会を主催した[4]。
- 竹中平蔵が主導した内閣府の国家戦略特区のヒアリングで、保育士に関する規制緩和を提案し、自ら経営する株式会社ポピンズの保育事業収入を急拡大させ、120億円の収入のうち60億円超を補助金で潤わせたとして批判された[4]。

## 著作
- 『「なぜダメなの?」からすべてが始まる : ポピンズ30年の軌跡』日本経済新聞出版社、2018年3月